# Sphaerobambos
Sphaerobambos is een geslacht van de tribus Bambuseae uit de grassenfamilie (Poaceae). De soorten van dit geslacht komen voor in tropisch Azië.

## Soorten
Van het geslacht zijn de volgende soorten bekend:
- Sphaerobambos hirsuta
- Sphaerobambos philippinensis
- Sphaerobambos subtilis